# Vinii revlon
1. REDIRECTION Vinii Revlon